# Atractodes oribates
Atractodes oribates är en stekelart som beskrevs av Forster 1876. Atractodes oribates ingår i släktet Atractodes och familjen brokparasitsteklar. Inga underarter finns listade.